# HP 9000

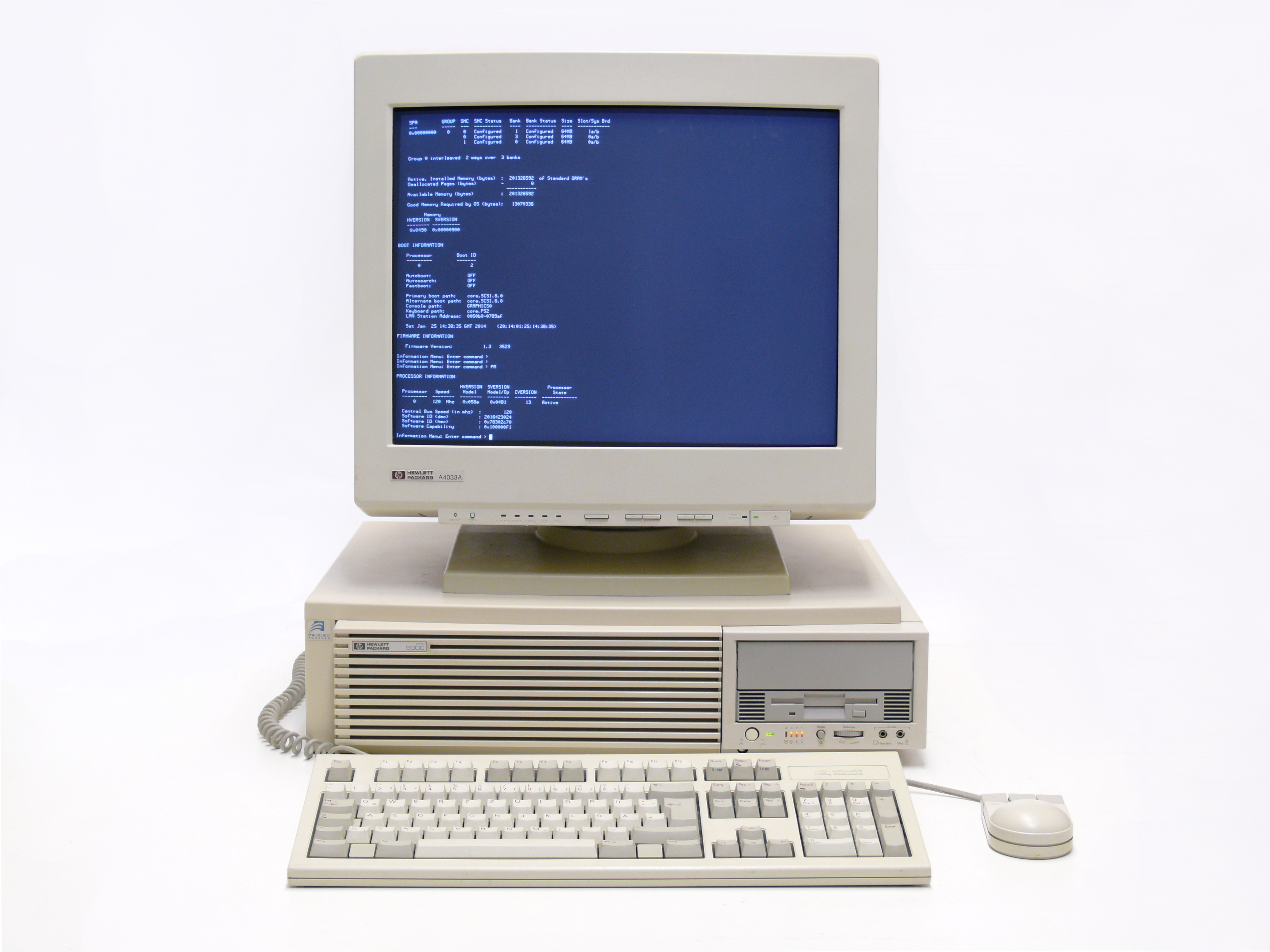
La workstation HP 9000 C110 che esegue l'HP-UX in modalità console

HP 9000 è la linea di workstation e sistemi server prodotti da Hewlett-Packard Company (HP). Il sistema operativo nativo per quasi tutti i sistemi HP 9000 è l'HP-UX, che è basato sull'UNIX System V. Il marchio HP 9000 è stato introdotto nel 1984 per includere diversi modelli (anche tecnicamente diversi) di workstation introdotti nei primi anni 80.
La linea di prodotti HP 9000 è stata dismessa nel 2008, sostituita dalla piattaforma HP Integrity (con processore Itanium) che usa HP-UX; questi ultimi, però, sono solo modelli server.

## Modelli di tipo workstation
Precedenti a gennaio 1985:
- Series 200 - 16 (HP 9816), 20 (HP 9920), 26 (HP 9826), 36 (HP 9836)
- Series 500 - 20 (HP 9020), 30 (HP 9030), 40 (HP 9040)

Successivi al 1985:
- Series 200 - 216 (HP 9816), 217 (HP 9817), 220 (HP 9920), 226 (HP 9826), 236 (HP 9836), 237 (HP 9837)
- Series 300 - 310, 318, 319, 320, 322, 330, 332, 340, 345, 350, 360, 362, 370, 375, 380, 382, 385
- Series 400 (HP Apollo 9000 Series 400) - 400dl, 400s, 400t, 425dl, 425e, 425s, 425t, 433dl,433s, 433t
- Series 500 - 520 (HP 9020), 530 (HP 9030), 540 (HP 9040), 550, 560
- Series 600 - 635SV, 645SV
- Series 700 - 705, 710, 712, 715, 720, 725, 730, 735, 742, 743, 744, 745, 747, 748, 750, 755
- B-class - B132L, B160L, B132L+, B180L, B1000, B2000, B2600
- C-class - C100, C110, C132L, C160, C160L, C180, C180L, C180XP, C200, C240, C360, C3000, C3600, C3650, C3700, C3750, C8000
- J-class - J200, J210, J210XC, J280, J282, J2240, J5000, J5600, J6000, J6700, J6750, J7000

## Modelli di tipo server

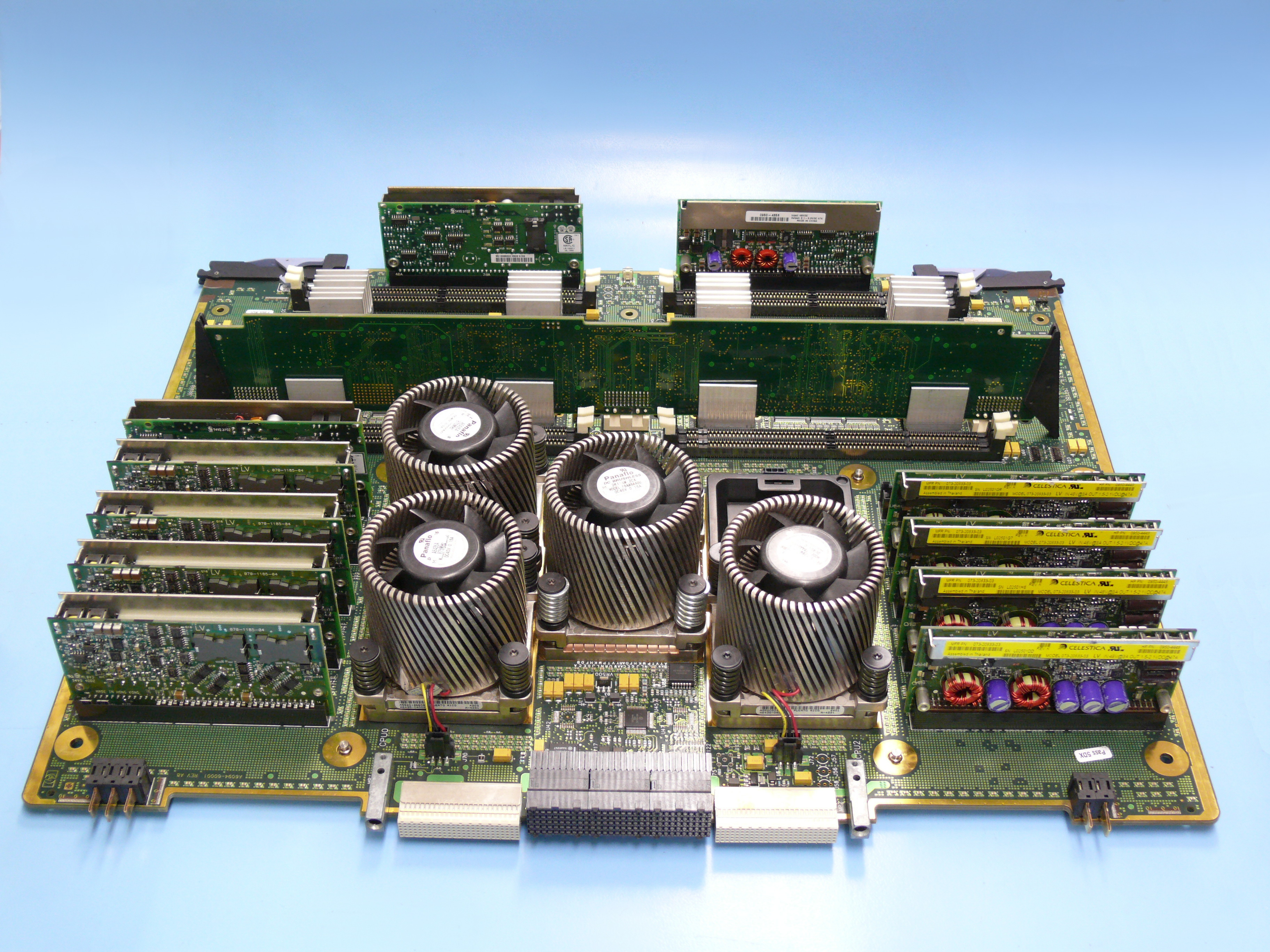
Scheda madre dell'HP 9000 RP7410 con CPU quad PA-RISC 8700+

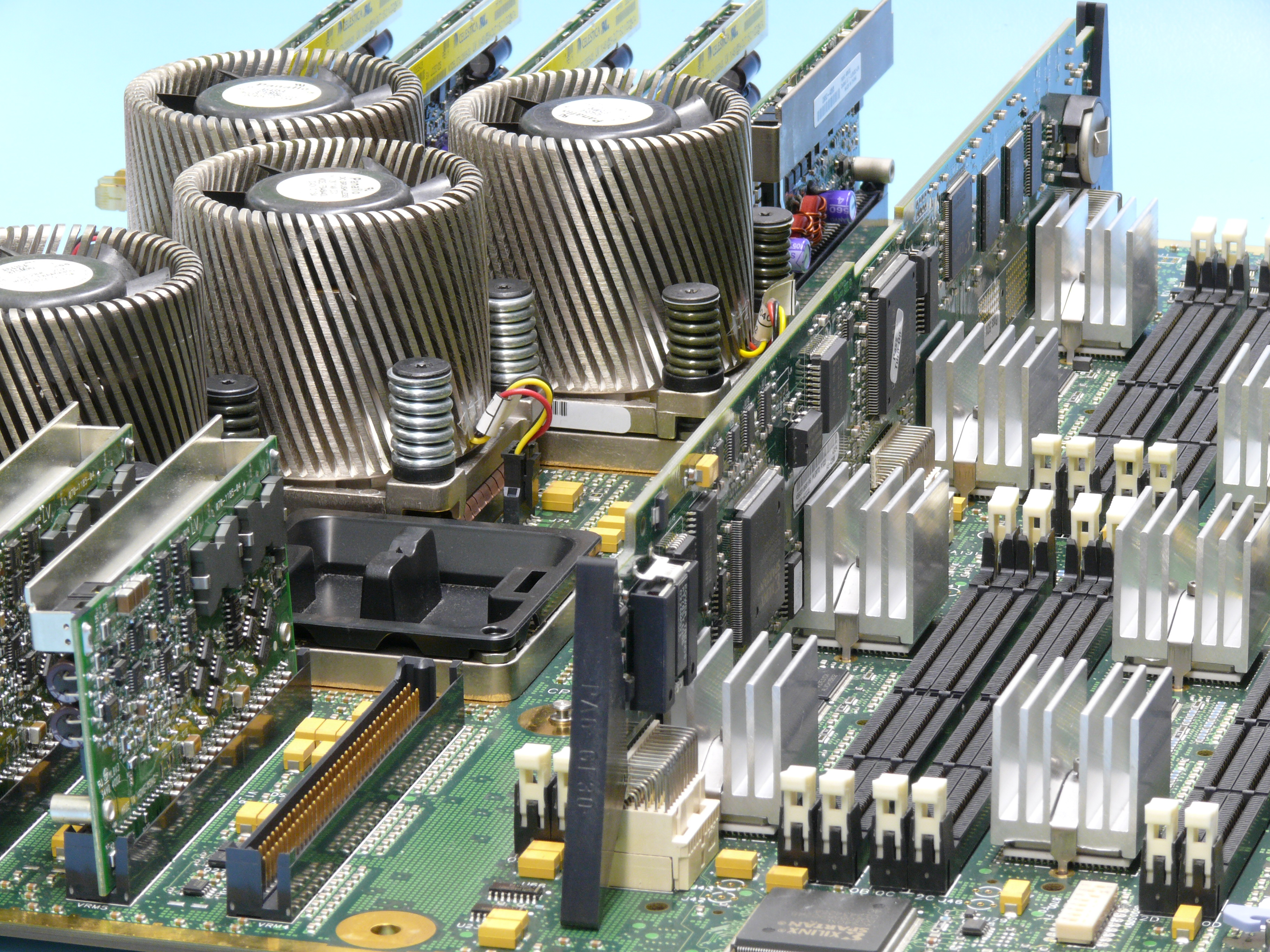
Scheda madre dell'HP 9000 RP7410 con CPU quad PA-RISC 8700+

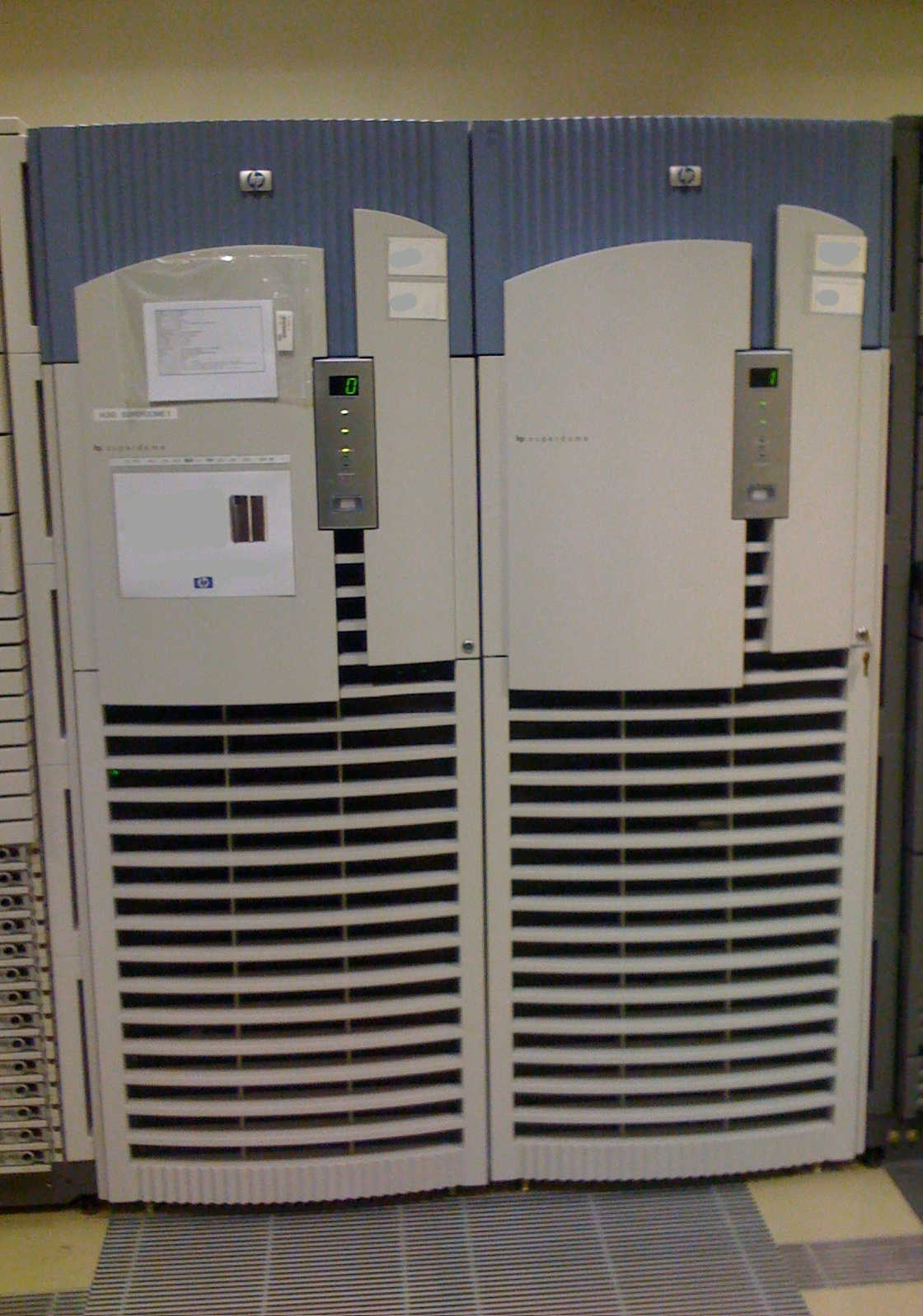
Modello HP 9000 Superdome con CPU di tipo PA-RISC

- 800 Series - 807, 817, 822, 825, 827, 832, 835, 837, 840, 842, 845, 847, 850,855, 857, 867, 877, 887, 897
- 1200 FT Series - 1210, 1245, 1245 PLUS
- A-class - A180, A180C (Staccato), A400, A500
- D-class - D200, D210, D220, D230, D250, D260, D270, D280, D300, D310, D320, D330, D350, D360, D370, D380, D390
- E-class - E25, E35, E45, E55
- F-class - F10, F20, F30 (Nova)
- G-class - G30, G40, G50, G60, G70 (Nova)
- H-class - H20, H30, H40, H50, H60, H70
- I-class - I30, I40, I50, I60, I70
- K-class - K100, K200, K210, K220, K250, K260, K360, K370, K380, K400, K410, K420, K450, K460, K570, K580
- L-class - L1000, L1500, L2000, L3000
- N-class - N4000
- R-class - R380, R390
- S-class - rebadged Convex Exemplar SPP2000 (single-node)
- T-class - T500, T520, T600
- V-class - V2200, V2250, V2500, V2600
- X-class - rebadged Convex Exemplar SPP2000 (multi-node)
- rp2400 - rp2400 (A400), rp2405 (A400), rp2430 (A400), rp2450 (A500), rp2470 (A500) (previously A-class)
- rp3400 - rp3410-2, rp3440-4 (1-2 PA-8800/8900 processors)
- rp4400 - rp4410-4, rp4440-8
- rp5400 - rp5400, rp5405, rp5430, rp5450, rp5470 (previously L-class)
- rp7400 - rp7400 (previously N-class)
- rp7405 - rp7405, rp7410, rp7420-16, rp7440-16
- rp8400 - rp8400, rp8410, rp8420-32, rp8440-32
- HP 9000 Superdome - SD-32, SD-64, SD-128 (PA-8900 processors)